# Nanztal

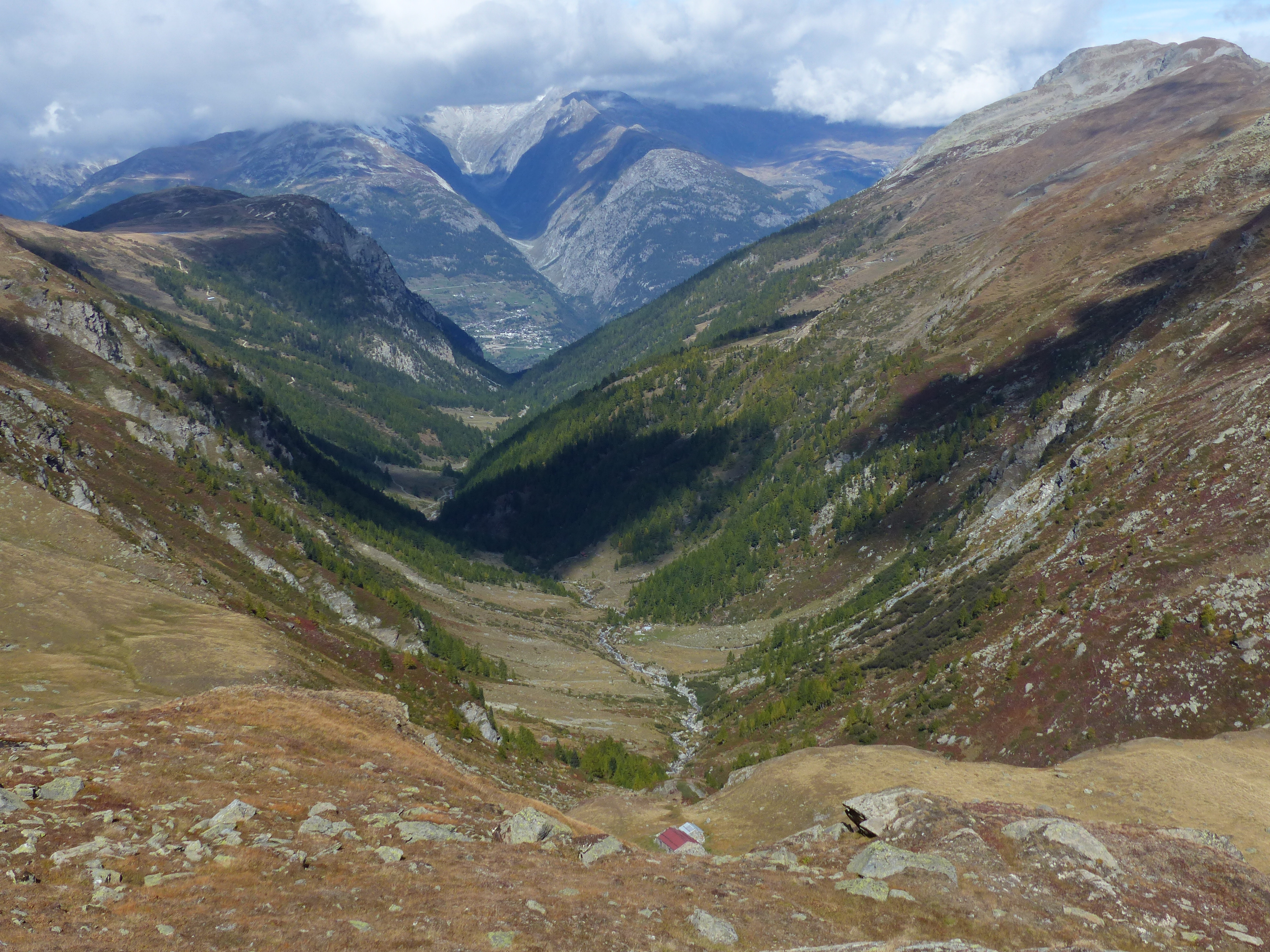
Nanztal von Süden, links der Gibidumpass

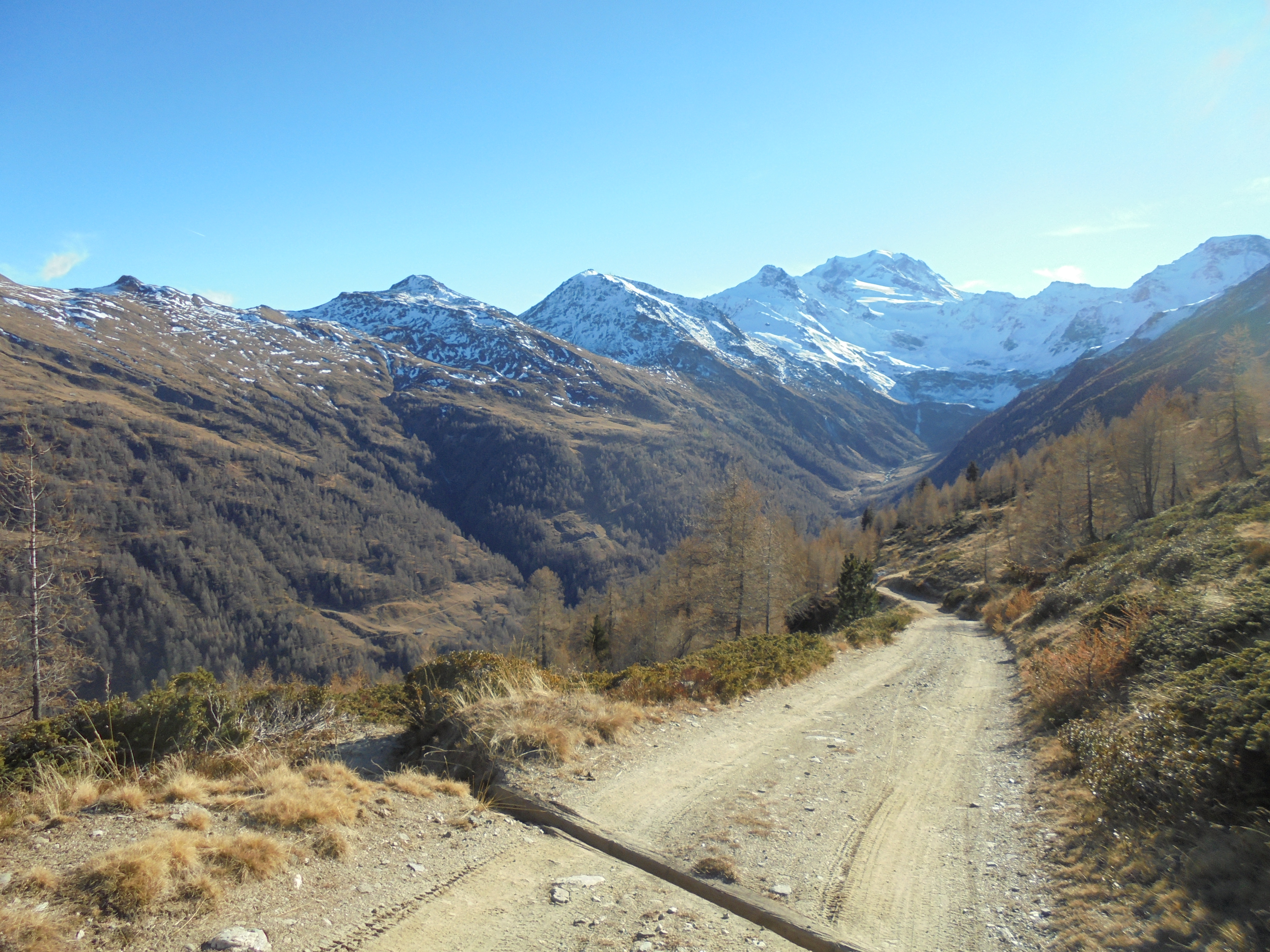
Blick auf den oberen Teil des Nanztals, kurz unterhalb des Gibidumpasses

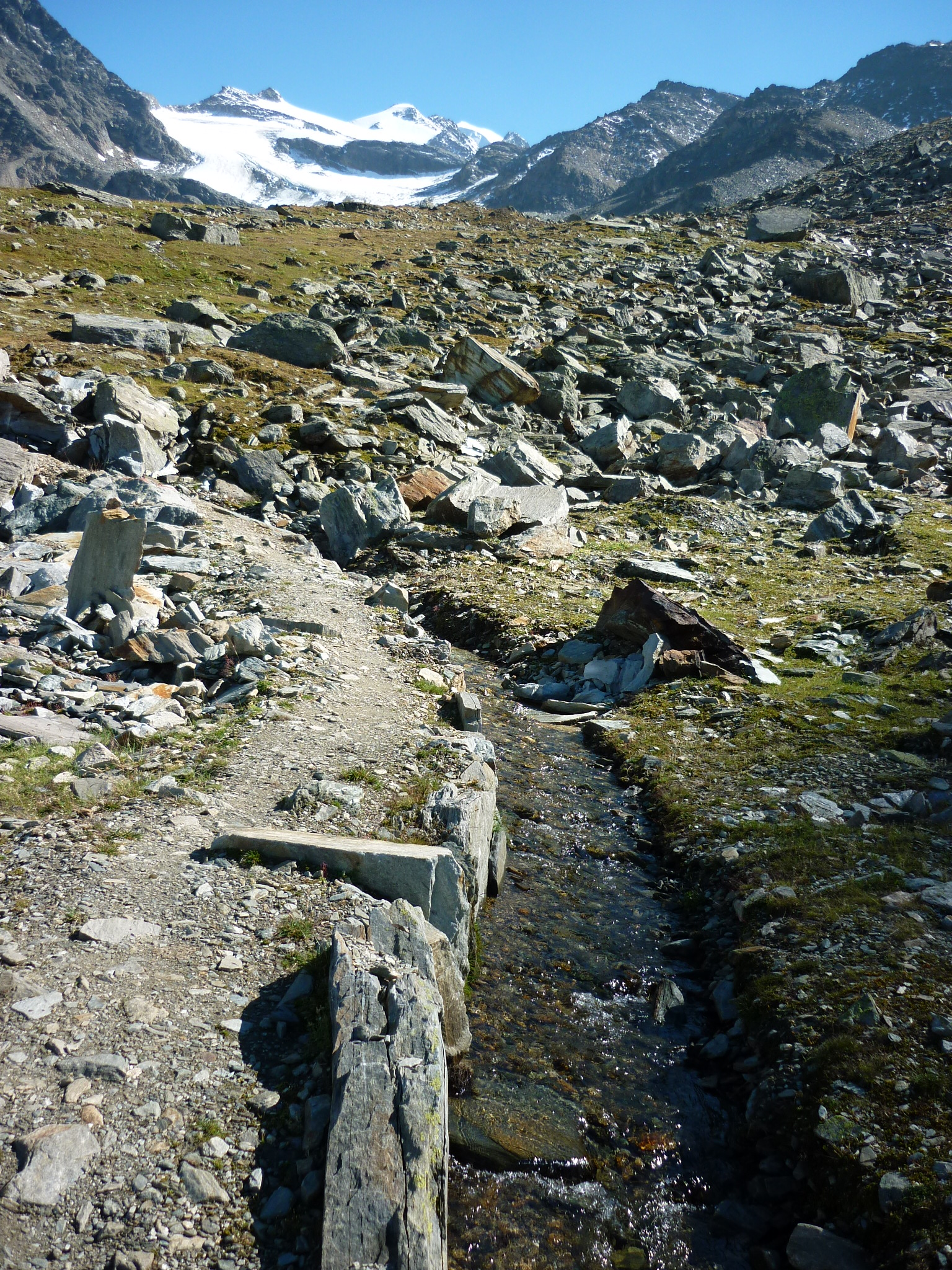
Suone Heido

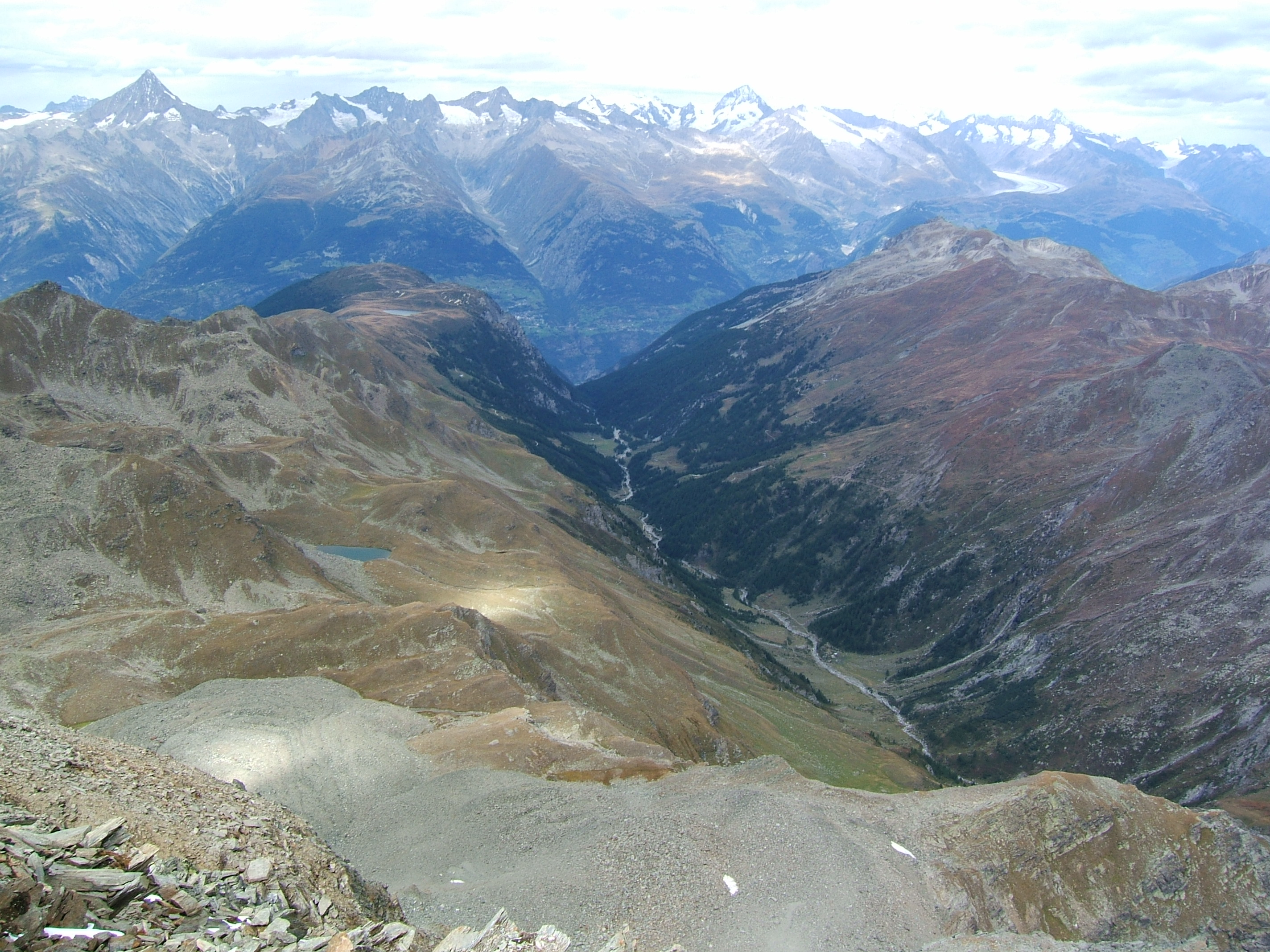
Nanztal von Süden, vom Mattwaldhorn, links der Blausee

Das Nanztal, in älterer Literatur auch Nanzer Thal genannt, ist ein heute unbewohntes, kleines Seitental im deutschsprachigen Teil des Kantons Wallis in der Schweiz.

## Lage
Das Nanztal verläuft von Süd nach Nord und liegt auf dem Gebiet der Gemeinden Visperterminen und Brig-Glis zwischen dem Vispertal und dem Simplonpass. Das Tal beginnt beim Gamsagletscher unterhalb des Fletschhorns und wird durch den Gebirgsbach Gamsa durchflossen, welcher bei Gamsen in die Rhone mündet. Es führt keine öffentlich zugängliche Strasse ins Nanztal – ausser einem nur mit Sonderbewilligung benutzbaren Alpweg von Visperterminen her. Der im Zweiten Weltkrieg erstellte Fahrweg von Gamsen her oberhalb der "Gamsuch" (Gamsaschlucht) ins Nanztal ist heute unterbrochen und nur noch für Fussgänger und Velofahrer durchgehend passierbar. Im hinteren Teil liegt der kleine Blausee am Westhang des Tales.

## Erschliessung
Touristisch wird das Tal nur sanft genutzt. So führt die nationale Wanderroute 6 von Wanderland Schweiz, der sogenannte Alpenpässe-Weg, von Chur nach Saint-Gingolph auf der Etappe vom Simplonpass über den Bistinepass durch das Nanztal und weiter über den Gibidumpass nach Gspon. Die Wanderzeit für diesen Abschnitt beträgt ca. 8½ Stunden. Ein weiterer Wanderweg führt vom Gibidumpass entlang der Heido Suone und dann auf der anderen Talseite als durchgehender Höhenweg bis zum Bistinepass. Ein weiterer Höhenweg führt zudem von Visperterminen unterhalb des Gibidums über die Wissy Flüe in die Gamsasuch und dann ins Innere des Nanztals oder über Gamsen bis Brig.

## Geschichte
Das Nanztal und die Suone Heido wurden in einem Dokument 1305 erstmals erwähnt. Der verwendete Name "Heido" weist darauf hin, dass schon damals nicht mehr bekannt war, wann die erste Wasserleitung aus dem Nanztal erstellt wurde (heute stellenweise noch sichtbar von der gegenüberliegenden Talseite unterhalb des heutigen Verlaufs). Die "Heido" führte zunächst Wasser aus dem hintersten Nanztal um den Gibidumpass auf die trockenen Weiden von Visperterminen. Heute ist das nördlichste Teilstück aufgegeben. Heute wird der Gibidumsee als Ausgleichsbecken von der Heido durch einen Tunnel unter dem Gibidumpass hindurch gespiesen.
Weiter talabwärts befinden sich zunächst auf der rechten Talseite vor der Gamsuch und dann nach dieser auf der rechten Talseite zwei weitere Suonen:
- Die ausserordentlich kühn im steilen Fels der Gamsuch angelegte "Rohrbacheri", welche den gleichnamigen Weiler Rohrbach oberhalb Eyholz beliefert und
- die kurz oberhalb der Sprengstofffabrik an der Gamsa abzweigende "Gliseri".
Seit 1916 wird durch einen 2,65 km langen Wasserstollen unter dem Gibidum hindurch Wasser direkt von der Gamsa nach Visperterminen geleitet. Die Fassung erfolgt bei der grasreichen Nidristi Alp. Ein anderer Teil des Wassers wird durch einen weiteren Stollen dem entlegenen Kraftwerk Ackersand 1 bei Stalden im Mattertal zugeführt.
Historisch nachweisbar ist, dass von den 3000 Lombarden, die über den Simplonpass zogen, um Karl den Kühnen von Burgund in Murten gegen die Eidgenossen zu unterstützen, ein Teil durch das Nanztal vordringen wollte und hier von den Vispern aufgerieben wurde.